# Anna Fernstädt
Anna Fernstädt (Praga, 23 de noviembre de 1996) es una deportista checa que compite en skeleton (hasta 2018 representaba internacionalmente a Alemania).
Ganó dos medallas de bronce en el Campeonato Mundial de Bobsleigh y Skeleton, en los años 2017 y 2025.
Participó en dos Juegos Olímpicos de Invierno, ocupando el sexto lugar en Pyeongchang 2018 y el séptimo en Pekín 2022, en la prueba femenina.

## Palmarés internacional
| Representando a Alemania           |                              |                   |              |
| Campeonato Mundial                 |                              |                   |              |
| Año                                | Lugar                        | Medalla           | Prueba       |
| 2017                               | Königssee (Alemania)         | Medalla de bronce | Equipo mixto |
| Representando a la República Checa |                              |                   |              |
| Campeonato Mundial                 |                              |                   |              |
| Año                                | Lugar                        | Medalla           | Prueba       |
| 2025                               | Lake Placid (Estados Unidos) | Medalla de bronce | Individual   |

1. ↑  Participó representando al equipo internacional, conformado por cuatro deportistas de Alemania y dos de Rumanía.